# Acartauchenius sardiniensis
Espèce
Acartauchenius sardiniensis est une espèce d'araignées aranéomorphes de la famille des Linyphiidae.

## Distribution
Cette espèce est endémique de Sardaigne en Italie.

## Étymologie
Son nom d'espèce, composé de sardini[a] et du suffixe latin -ensis, « qui vit dans, qui habite », lui a été donné en référence au lieu de sa découverte, Sardaigne.

## Publication originale
- Wunderlich, 1995 : Zur Kenntnis der Endemiten, zur Evolution und zur Biogeographie der Spinnen Korsikas und Sardiniens, mit Neubeschreibungen (Arachnida: Araneae). Beiträge zur Araneologie, vol. 4, p. 353-383.